# マメッツの森のウェールズ人 (ウィリアムズ)
マメッツの森のウェールズ人（マメッツのもりのウェールズじん: The Welsh at Mametz Wood ）は、ウェールズ出身の画家、クリストファー・ウィリアムズが、第一次世界大戦中にフランス北部の
ソンム河畔の戦線（ソンムの戦い）でマメッツの森を攻撃したイギリス軍のウェールズ師団の1916年7月11日の突撃を描いた戦争画である。現在はウェールズ、カーディフのウェールズ国立博物館に収蔵されている。

## 戦闘の概要
英仏軍が連携してドイツ軍に対して攻勢をかけたソンムの戦いでイギリスの第38(ウェールズ)師団はマメッツの森を目標にして攻撃した。攻撃は1916年7月7日から行われ、森の中のドイツ軍陣地攻撃し、尾根を越えて北方向に進撃し、兵士たちは数時間で森を奪うつもりであったが、強力な要塞や、機関銃、砲撃により、森にたどり着く前に400人以上の兵士が死傷した。7月8日の第17師団によるさらなる攻撃も成功せず、ウェールズ連隊の第14大隊は676人が投入されたが、一日の激戦の後、約400人の死傷者をだした。他の大隊も同様の損失を被り、7月12日までにマメッツの森を確保したが、ウェールズ師団は戦闘で約4000人の死傷者を出した。1917年7月31日に再編成されるまでウェールズ師団は大規模な攻撃に参加することはできなかった。
クリストファー・ウィリアムズの絵画はウェールズ師団の1916年7月11日の突撃を情景を描いたとされる。

## 絵画の成立
クリストファー・ウィリアムズは肖像画家としても知られていて陸軍大臣に1916年からなったデビッド・ロイド・ジョージの肖像画を1911年から何点か描いていて、ジョージに才能を高く評価されていた。この作品の成立にはデビッド・ロイド・ジョージが関わっているとされる。ウィリアムズは軍の許可を得て、1916年11月にマメッツの森を訪れ、その後、作戦に参加した兵士たちから話を聞いて研究を行ない1917年までには作品は完成した。
1920年に投資銀行家アーチボルド・ミッチェルソン卿（Sir Archibald Mitchelson, 1st Baronet: 1878-1945）から寄贈され、ウェールズ国立博物館に所蔵されている 。